# Plien van Bennekom
Plien van Bennekom, née le 20 mars 1971 à Baarn, est une actrice, imitatrice, doubleuse, humoriste et animatrice de télévision néerlandaise.

## Carrière
En plus de sa carrière d'actrice, elle est imitatrice sur des personnalités célèbres hollandaises, telles que Chazia Mourali, Bonnie St. Claire (nl), Kathleen Aerts, Anky van Grunsven, Tooske Ragas, Fiona Hering (nl), Floortje Dessing (nl) et Linda de Mol.

## Filmographie

### Cinéma et doublage
- 1999 : Toy Story 2 de John Lasseter, Ash Brannon et Lee Unkrich : Jessie
- 2003 : Rosenstrasse de Margarethe von Trotta : Marian[2]
- 2004 : Erik of het klein insectenboek de Gidi van Liempd[3]
- 2006 : Afblijven (nl) : Lerares
- 2006 : 'n Beetje Verliefd (nl) : Vonne
- 2007 : Moordwijven (nl) : Marilou
- 2009 : Spion van Oranje (nl) de Tim Oliehoek : Heidi 1[4]
- 2010 : Dik Trom (nl) : Juf
- 2011 : Bennie Stout (nl) de Johan Nijenhuis : Winifred[5]
- 2012-2013 : Welkom in de Gouden Eeuw (nl) : Dorine Goudsmit
- 2014 : Pim & Pom: Het Grote Avontuur (nl) de Gioia Smid : Treesje[6]
- 2014 : Welkom bij de Romeinen (nl) Dorine Goudsmit
- 2014 : Bannebroek's Got Talent (nl) : Mme Franklin
- 2015 : Jack bestelt een broertje (nl) de Anne de Clercq : Tante Cuni[7]
- 2015 : Gouden Bergen (nl) : Myrna
- 2016 : Welkom in de jaren 60 (nl) : Dorine Goudsmit
- 2018 : Welkom in de 80-jarige oorlog (nl) : Dorine Goudsmit

## Animation
- Hallo Heiland : Animatrice
- Feitje Ampersand : Animatrice